# Vraćevšnica
Vraćevšnica (izvirno srbsko Враћевшница) je naselje v Srbiji, ki upravno spada pod Občino Gornji Milanovac; slednja pa je del Moraviškega upravnega okraja.

## Demografija
V naselju, katerega izvirno (srbsko-cirilično) ime je Враћевшница, živi 125 polnoletnih prebivalcev, pri čemer je njihova povprečna starost 45,0 let (43,7 pri moških in 46,1 pri ženskah). Naselje ima 50 gospodinjstev, pri čemer je povprečno število članov na gospodinjstvo 3,00.
To naselje je popolnoma srbsko (glede na rezultate popisa iz leta 2002).
|  |

| Demografija | Demografija     | Demografija     |
| Leto        | Št. prebivalcev | Št. prebivalcev |
| ----------- | --------------- | --------------- |
|             |                 |                 |
|             |                 |                 |
|             |                 |                 |
|             |                 |                 |
| 1948        | 101             |                 |
| 1953        | 130             |                 |
| 1961        | 132             |                 |
| 1971        | 133             |                 |
| 1981        | 151             |                 |
| 1991        | 117             | 115             |
| 2002        | 153             | 150             |
|             |                 |                 |

| Etnična sestava po popisu iz leta 2002 | Etnična sestava po popisu iz leta 2002 | Etnična sestava po popisu iz leta 2002 | Etnična sestava po popisu iz leta 2002 | Etnična sestava po popisu iz leta 2002 |
| -------------------------------------- | -------------------------------------- | -------------------------------------- | -------------------------------------- | -------------------------------------- |
| Srbi                                   | Srbi                                   |                                        | 150                                    | 100,0%                                 |
| Neznano                                | Neznano                                |                                        | 0                                      | 0,0%                                   |